# Lidija
Lidija (asirski: Luddu; grčki: Λυδία) je geografski naziv na regiju u zapadnoj Maloj Aziji, odnosno povijesni naziv za kraljevstvo iz Željeznog doba, perzijsku satrapiju, te za rimsku provinciju. Regija se nalazi istočno od drevne Jonije, odnosno u današnjim turskim pokrajinama Manisa i İzmir. Stanovnici drevne Lidije govorili su lidijskim jezikom, koji je pripadao skupini anatolijskih jezika, odnosno indoeuropskoj jezičnoj porodici. U doba najvećeg uspona, Lidijsko kraljevstvo pod vladavinom Kreza protezalo se preko cijele zapadne Anatolije. Smatra se kako su se najstarije kovanice pojavile u Lidiji oko 660. pr. Kr. Glavni grad regije bio je Sard.
Teritorij Lidije još su oko 1200. pr. Kr. naseljavali Hetiti. Lidija se spominje u Homerovoj Ilijadi kao Maionia ili Maeonia, a prema grčkim izvorima regija je naziv „Lidija“ dobila prema kralju Lidu. Herodot tvrdi kako su Lidijci izumili kovani novac, kojeg su kovali od zlata i srebra. Sredinom 6. stoljeća pr. Kr. Lidijom je vladao kralj Krez koji je bio poznat po golemom bogatstvu, pa i danas postoji uzrečica „Bogat kao Krez“. Krez je financirao gradnju Artemidinog hrama u Efezu koji spada u sedam svjetskih čuda. Godine 546. pr. Kr. perzijski vladar Kir Veliki osvaja Lidiju koja postaje perzijska pokrajina (satrapija). Prema predaji, Kir Veliki je dao poštedjeti Kreza koji je postao savjetnikom na perzijskom dvoru u Pasargadu. U vrijeme perzijske vladavine, Lidiju su često napadali Grci koji su jednom prodrli do Sarda i poharali grad, što je bio označilo početak Grčko-perzijskih ratova u kojima su Darije Veliki i Kserkso I. vodili kažnjeničke ekspedicije protiv Eretrije, odnosno Atene. Razdoblje perzijske dominacije prekida Aleksandar Makedonski koji priključuje Lidiju svom carstvu, a nakon njegove smrti ona nastavlja biti dijelom helenističkih kraljevstva. Sredinom 1. stoljeća pr. Kr. Rimsko Carstvo osvaja Anatoliju čime Jonija dolazi pod upravu Rima. U vrijeme cara Dioklecijana Lidija dobiva status rimske provincije. Kasnije je bila pod upravom Bizanta, sve dok je u 15. stoljeću nisu osvojili Turci, pa teritorij Jonije postaje dijelom Osmanskog carstva, odnosno moderne Turske.

## Vanjske poveznice
- Britannica enciklopedija: Lidija
- Lidija, Livius.org  Arhivirana inačica izvorne stranice od 6. ožujka 2009. (Wayback Machine)